# Vit ringspröding
Vit ringspröding (Psathyrella leucotephra) är en svampart som först beskrevs av Berk. & Broome, och fick sitt nu gällande namn av Peter D. Orton 1960. Vit ringspröding ingår i släktet Psathyrella och familjen Psathyrellaceae. Arten är reproducerande i Sverige. Inga underarter finns listade i Catalogue of Life.

## Galleri

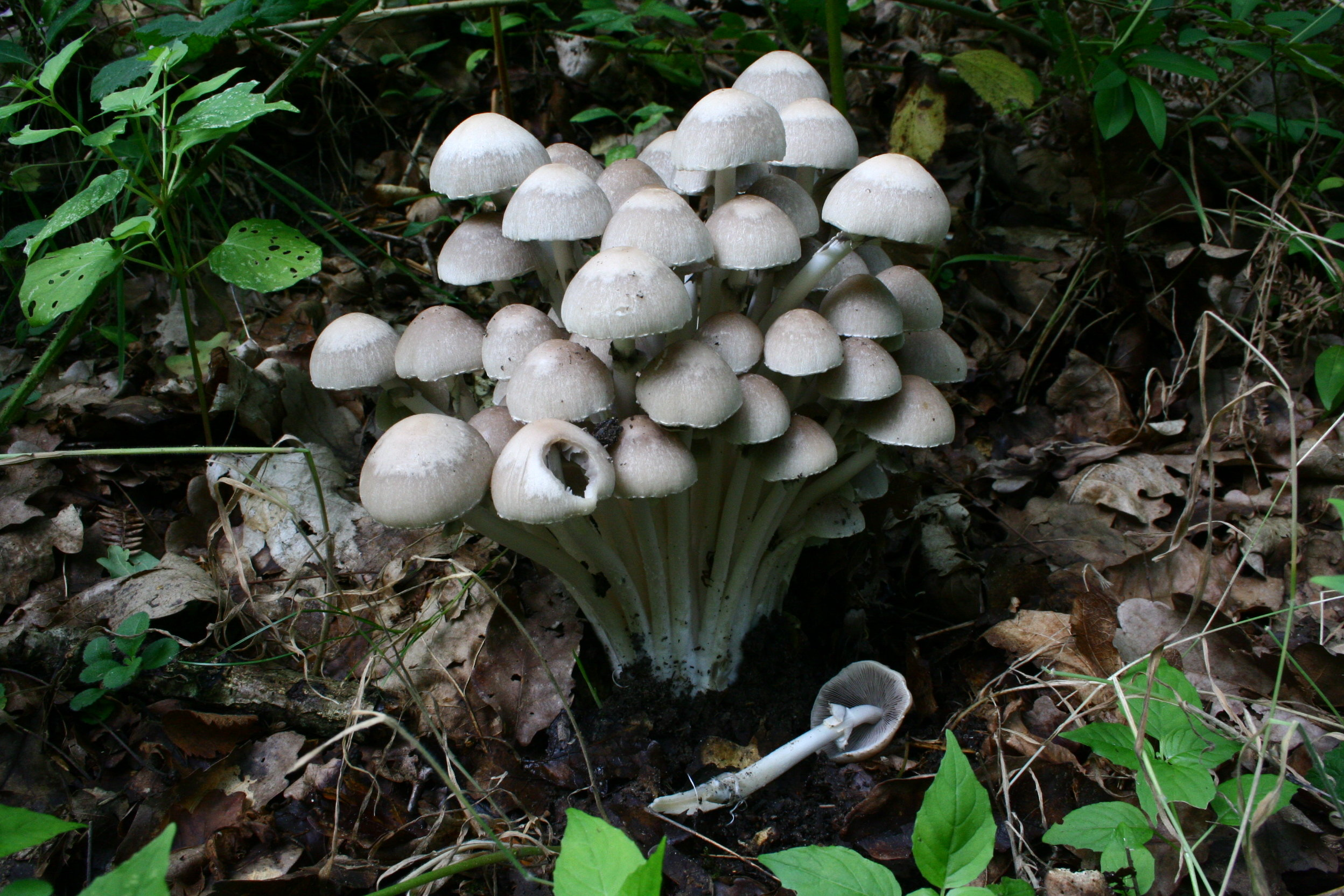
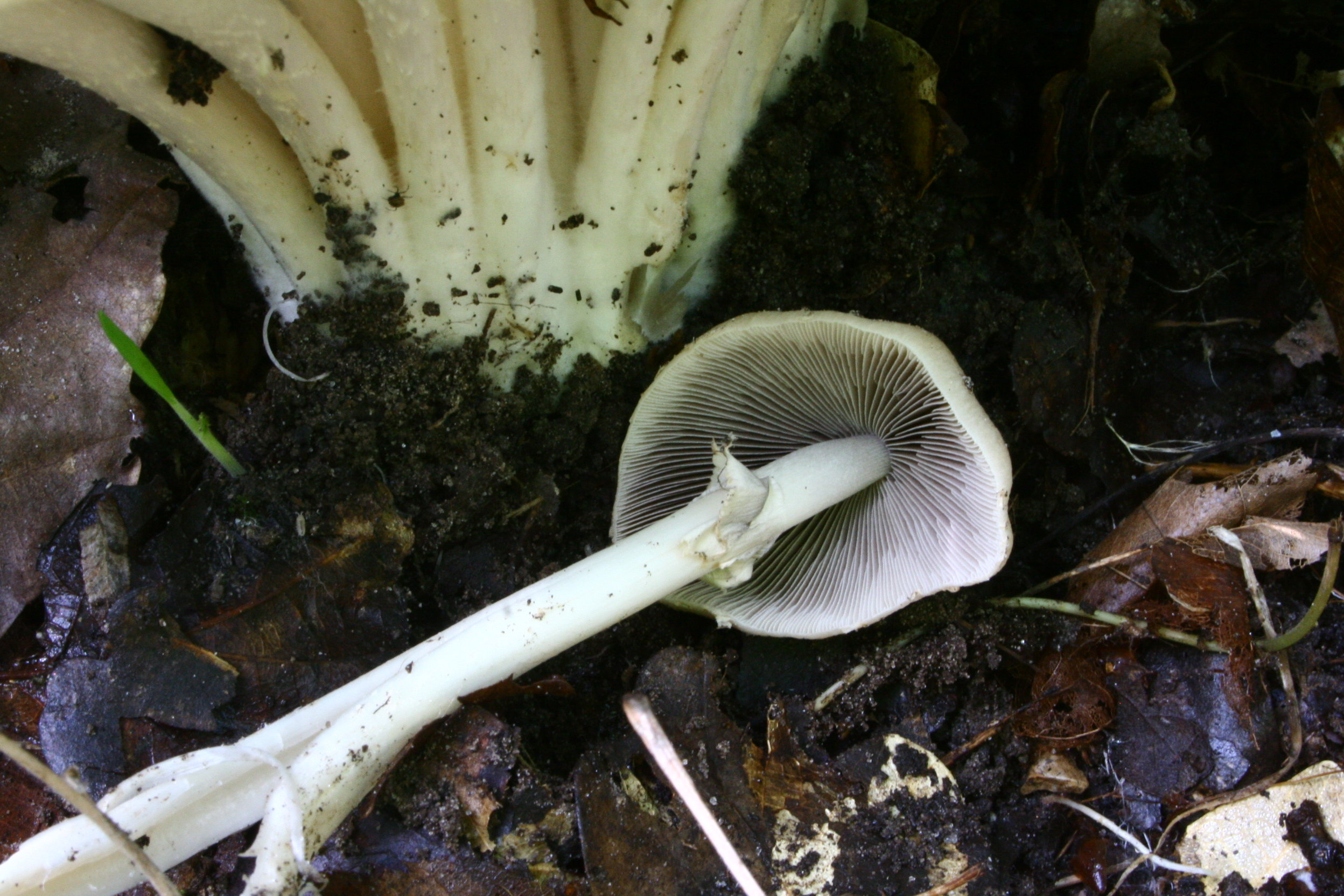